# Csernyivci
Csernyivci (tört. Csernovic, ukránul: Чернівці, lengyelül: Czerniowce, németül: Czernowitz vagy Tschernowitz, románul: Cernăuți, oroszul: Черновцы, Csernovci) város Ukrajna délnyugati részén, a Csernyivci terület székhelye. A város a Prut folyó partján, Bukovina északi részén fekszik. A város lakossága 2011. augusztus 1-jei állapot szerint 253 762 fő.

## Nevének etimológiája
A városnév jelentése tulajdonképpen a „Чернь (Cserny, Feketevár) várához tartozó emberek, e vár szolgálónépe”. Чернь erődítménye a mai várossal átellenben, a Prut bal partján állott. A magyar nyelvben egyes források szerint a középkorban élt egy Csarnóca névváltozat is. Később a német megfelelő (Czernowitz) alapján magyarul is a Csernovic változat terjedt el. A szovjet időkben és a rendszerváltás előtti Magyarországon a város orosz neve (Csernovci) számított hivatalosnak.

## Története
Csernyivci helyén – habár a környék jóval korábban is lakott volt – Éleseszű Jaroszláv (Jaroszlav Oszmomiszl) galíciai uralkodó építtetett egy faerődítményt a 12. században, melynek Csern vagy Csernij (fekete) volt a neve. Innen a település elnevezése is, melyről az első írásos emlék 1408-ra datálódik.
A Moldvai Fejedelemség részeként az Oszmán Birodalom vazallusa, a korábban virágzó kereskedőváros jelentősége folyamatosan csökken, mivel háborús ütközőponttá válik, az átvonuló seregek rendre kirabolják. Így megsínyli a tatárok, lengyelek, törökök hada mellett Bohdan Hmelnickij ukrán hetman seregeit, és az oroszokét is. Az 1768–74-es orosz–török háború következtében az előbbihez kerül rövid időre, azt követően 1775 és 1918 között Ausztria, majd az Osztrák–Magyar Monarchia része. Ekkortól a Csernovicot körülölelő terület Bukovina néven kezd ismertté válni, ekkor még Galícia részeként. 1849-től a város rangja emelkedik és az önálló Bukovinai Hercegség elnevezésű tartomány székhelyévé válik. 1875-ben alapította meg Ferenc József a máig fennálló tudományegyetemet, amely ekkor még német nyelvű volt külön román és ukrán nyelvi tanszékekkel. Az ekkor lassan német–zsidó többségűvé váló város adott helyet az első jiddis nyelvi konferenciának 1908-ban.
1918 után a város Bukovina teljes területével együtt a Román Királyság része lett Cernăuți néven.
1940-ben Bukovina északi területeit a Molotov–Ribbentrop-paktum titkos záradéka alapján – Besszarábiával együtt – Romániától a Szovjetunióhoz csatolták.
1941 júliusában a várost megszállták a román csapatok, így újból Románia része lett.
A város és Bukovina mintegy 50 000-es zsidó lakosságának többségét deportálták, de a város akkori román polgármesterének – Traian Popovici-nak – segítségével több mint 20 000-en megmenekültek.
1944 márciusában foglalta vissza a Vörös Hadsereg és csatolta az Ukrán SZSZK-hoz.

## Népesség
| Lakosok száma | 242 300 | 266 550 | 264 333 | 265 682 | 265 471 |
|               | 2005    | 2015    | 2017    | 2018    | 2021    |

### Etnikumok
| Csernyivci zsidó lakossága | Csernyivci zsidó lakossága       | Csernyivci zsidó lakossága | Csernyivci zsidó lakossága | Csernyivci zsidó lakossága |
| Év                         | Teljes lakosság (Hozzávetőleges) | Zsidó lakosság             | Százalék                   |                            |
| -------------------------- | -------------------------------- | -------------------------- | -------------------------- | -------------------------- |
| 1857                       | 22.000                           | 4.678                      | 21,6%                      |                            |
| 1869                       | 34.000                           | 9.552                      | 28,2%                      |                            |
| 1880                       | 46.000                           | 14.449                     | 31,7%                      |                            |
| 1890                       | 54.000                           | 17.359                     | 32,0%                      |                            |
| 1900                       | 68.000                           | 21.587                     | 31,9%                      |                            |
| 1910                       | 87.000                           | 28.613                     | 32,8%                      |                            |

|      | Csernyivci (Város) | Csernyivci (Város) | Csernyivci (Periféria) | Csernyivci (Periféria) |
| ---- | ------------------ | ------------------ | ---------------------- | ---------------------- |
| Év   | Románok            | Ukránok            | Románok                | Ukránok                |
| 1860 | 9.177              | 4.133              | 20.068                 | 6.645                  |
| 1870 | 5.999              | 5.831              | 28.315                 | 35.011                 |
| 1880 | 6.431              | 8.232              | 8.887                  | 23.051                 |
| 1890 | 7.624              | 10.385             | 11.433                 | 34.067                 |
| 1900 | 9.400              | 13.030             | 13.252                 | 25.476                 |
| 1910 | 13.440             | 15.254             | 18.060                 | 22.351                 |

### A népesség nyelvi összetétele
A város korábbi kerületeinek lakosságának etnikai-nyelvi összetétele (anyanyelv a 2001. évi népszámlálás szerint).
|                | Ukrán | Orosz | Román | Moldvai | Lengyel | Belarusz |
| Chernivtsi     | 79.20 | 15.27 | 3.26  | 1.08    | 0.12    | 0.09     |
| Sadhora        | 93.43 | 4.04  | 0.38  | 0.51    | 0.13    | 0.08     |
| Pershotravnevy | 77.45 | 16.22 | 3.53  | 1.43    | 0.12    | 0.09     |
| Shevchenko     | 77.19 | 17.08 | 3.70  | 1.02    | 0.12    | 0.09     |
|                |       |       |       |         |         |          |

## Nevezetességek
- Művészeti múzeum - Egykor a Bukoviniai Takarékpénztár épülete volt. A homlokzatán látható Zsolnay csempekép Darilek Henrik (1868–1963) iparművész és Nikelszky Géza munkája, 1901-ben készült. A szecessziós stílusú épület építésze az Otto Wagner-tanítvány Hubert Gessner első munkája volt.
- Bukovina és Dalmácia ortodox metropolitáinak székhelye 1864–1882 között épült Josef Hlávka tervei alapján. 2011 óta a világörökség része.[6]

## Híres emberek
- Itt született a 20. század egyik legnagyobb német nyelven író költője, Paul Celan (1920–1970)
- Itt született Jelisztratov Szergej magyar gyerekszínész, színész, lemezlovas, snowboard- és wakeboardversenyző és -oktató (1958–)
- Itt született Mila Kunis hollywoodi színésznő (1983–)

## Testvérvárosok
| - Salt Lake City, USA - Konin, Lengyelország - Szucsáva, Románia - Názáret Illit, Izrael - Saskatoon, Kanada - Klagenfurt, Ausztria |